# 東基吉

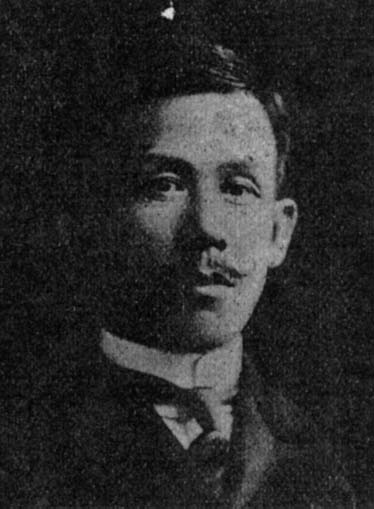
東基吉

東 基吉（ひがし もときち、明治5年3月15日（1872年4月22日） - 昭和33年（1958年）4月20日）は、日本の教育者。

## 経歴
和歌山県東牟婁郡新宮町（現在の新宮市）出身。須川家に生まれ、東家の養子となった。1894年（明治27年）、和歌山県師範学校を卒業し、小学校訓導を務めた。その後東京高等師範学校に入り、1899年（明治32年）に卒業した。同年、岩手県師範学校教諭・附属小学校主事となる。1900年（明治33年）に東京女子師範学校助教授に転じて幼稚園教育研究に従事し、1903年（明治36年）に教授に昇進した。
1908年（明治41年）から宮崎県師範学校校長、栃木県女子師範学校校長、三重県女子師範学校校長、大阪府池田師範学校校長、宮城県師範学校校長を歴任し、1925年（大正14年）に退官した。

## 著作
- 『フレーベル氏教育論』（育成会、1900年）
- 『新編小学教授法』（帝国通信講習会、1901年）
- 『実践教育学教科書』（六盟館、1903年） 黒田定治と共著
- 『教育童話 子供の楽園』（同文館、1907年）
- 『地理科教授法』（同文館、1908年）

## 親族
- 東くめ - 妻。童謡作詞家。(1877〜1969)
- 東貞一 - 子。ピアニスト[12][13]。(1903〜1980)